# Tinea camisardella
Tinea camisardella is een nomen dubium, in 1898 gepubliceerd door Pierre Chrétien voor een onbekende vlinder uit de Ardèche die door hem in het geslacht Tinea werd geplaatst. Het enige exemplaar waarop de beschrijving gebaseerd is, een mannetje, is zoek.